# Tricimba elongata
Tricimba elongata är en tvåvingeart som beskrevs av Ismay 1993. Tricimba elongata ingår i släktet Tricimba och familjen fritflugor. Inga underarter finns listade i Catalogue of Life.